# Coupe du Portugal de football 1954-1955
Navigation
1953-1954 1955-1956

La Coupe du Portugal de football 1954-1955 est la 15e édition de la Coupe du Portugal de football, considéré comme le deuxième trophée national le plus important derrière le championnat. 
La finale est jouée le 12 juin 1955, au stade national du Jamor, entre le Benfica Lisbonne et le Sporting Clube de Portugal. Le Benfica remporte son huitième trophée en battant le Sporting CP 2 à 1.

## Finale
| 12 juin 1955 | Benfica Lisbonne | 2 - 1   | Sporting Clube de Portugal | Stade national du Jamor     |                             |
|              |                  | (0 - 0) |                            | Arbitrage : Vieira da Costa | Arbitrage : Vieira da Costa |
|              | Feuille de match |         |                            | Arbitrage : Vieira da Costa | Arbitrage : Vieira da Costa |